# Cryptocharidius
Cryptocharidius is een geslacht van kevers uit de familie van de loopkevers (Carabidae). De wetenschappelijke naam van het geslacht is voor het eerst geldig gepubliceerd in 1992 door M.Etonti & Mateu.

## Soorten
Het geslacht Cryptocharidius is monotypisch en omvat slechts de volgende soort:
- Cryptocharidius mandibularis M.Etonti & Mateu, 1992